# Rua Vergueiro
A Rua Vergueiro é uma importante rua da cidade de São Paulo.
Seu nome é uma homenagem a José Vergueiro, responsável pela construção da variante da Rodovia Caminho do Mar na década de 1860, a Estrada do Vergueiro, que em seu trecho paulistano coincide com a referida rua.

## Características
Possui mais de 9 km de comprimento, com duas pistas em seus 2,8 km iniciais e canteiro central em alguns trechos.
Trata-se de uma via bastante extensa, que começa no distrito da Liberdade (centro), corta o distrito de Vila Mariana, e alguns quilômetros adiante termina no distrito de Sacomã, na zona sul.
Encontram-se com a Vergueiro vias importantes como Avenida da Liberdade, Avenida Bernardino de Campos (que faz ligação direta com a Avenida Paulista), Avenida Doutor Ricardo Jafet, Rua Santa Cruz, Avenida Dr. Gentil de Moura e Avenida Presidente Tancredo Neves.
É a única via da cidade a ser servida por três linhas de metrô diferentes. Sob a Rua Vergueiro passam trechos das linhas 1-Azul, 2-Verde e 5-Lilás. As estações São Joaquim, Vergueiro, Paraíso, Ana Rosa, e Chácara Klabin dão acesso à rua. Futuramente, a Linha 6-Laranja atenderá a rua, através da Estação São Joaquim.